# Anya Damirón
Anya Damirón (Santo Domingo,República Dominicana,15 de octubre de 1982) es una escritora dominicana, que desde 2008 ha publicado independientemente catorce libros dirigidos a la comunidad infantil en colaboración con Pablo Pino quien es su principal ilustrador.

## Cuentos ilustrados
- ¡Pacatac! (2023)
- Una Mancha Inesperada (2022)
- ¿Quién se Movió? (2022)
- Accidente con Suerte (2022)
- Cosquillas de Lluvia (2021)
- ¿Qué es ESO? (2020)
- El Secreto de las Piedras (2020)
- 10 Años de Cuentos (2019)
- Soy Feroz (2019)
- Tuntún (2018)
- SuperNiños (2015)
- La fábrica de Santa (2012)
- El Rancho de Donde Juancho (2012)
- Niña Imaginación (2010)
- Los viajes de Tomás (2010)
- Niño Soñador (2008)
- Niño Inventor (2008)
- Los Cuentos de Lucia (2008)